# عقاید یک دلقک (فیلم ۱۹۷۶)
«دلقک» (انگلیسی: The Clown) یک فیلم است به کارگردانی وویچیخ یاسنی که در سال ۱۹۷۶ منتشر شد. از بازیگران آن می‌توان به هانا شیگولا، راینر بازِدو و هلگا آندرس اشاره کرد.